# Jacksboro (Tennessee)
Jacksboro è un comune degli Stati Uniti d'America, situato nello Stato del Tennessee, nella Contea di Campbell, della quale è il capoluogo.